# Portugiesische Badmintonmeisterschaft 2007
Die Portugiesische Badmintonmeisterschaft 2007 fand vom 19. bis zum 20. Mai 2007 in Lagoa statt. Es war die 50. Austragung der nationalen Titelkämpfe in Portugal.

## Titelträger
| Disziplin    | Sieger                        |
| ------------ | ----------------------------- |
| Herreneinzel | Alexandre Paixão              |
| Dameneinzel  | Telma Santos                  |
| Herrendoppel | Fernando Silva Hugo Rodrigues |
| Damendoppel  | Telma Santos Vânia Leça       |
| Mixed        | Hugo Rodrigues Vânia Leça     |